# モリソン累層
モリソン累層 (Morrison Formation)またはモリソン層は、北アメリカで最も豊かなジュラ紀の恐竜の化石産地で、アメリカ合衆国西部に見られる堆積岩で特徴的な地層である。泥岩、砂岩、シルト岩、石灰岩で構成され、明るい灰色、緑がかった灰色、または赤色を示す。化石のほとんどは、緑色のシルト岩層と下部の砂岩、ジュラ紀の河川や氾濫原由来の化石を産出する。
この地層はワイオミング州とコロラド州を中心とし、モンタナ州、ワイオミング州、モンタナ州、ノースダコタ州、サウスダコタ州、ネブラスカ州、カンザス州、オクラホマ州、テキサス州、ニューメキシコ州、アリゾナ州、ユタ州、アイダホ州にも露頭がある。カナダにも異なる名前の同じ層序の地層が存在する。地質学者や古生物学者が露頭にアクセスできるのはごくわずかだが、面積は150万km2である。75％以上はまだ東の大草原の下に埋められており、その西部の古地理的範囲の多くは、ロッキー山脈の発達によって侵食された。
1877年にアーサー湖で最初の化石が発見されたコロラド州のモリソンにちなんで名付けられた。同年、骨戦争の中心地となった。コロラド州、ニューメキシコ州、ユタ州では、モリソン層がウラン鉱石の主要な供給源であった。

## 記載

### 地学的歴史
放射線年代測定によると、モリソン累層は1億5630万年前に堆積した。地層の最上部は1億4580万年前のものと考えられ、後期ジュラ紀のキンメリッジアン前期とチトニアン前期に当たる。これはドイツのゾルンホーフェンライムストーン累層やタンザニアのテンダグル累層と同一の層序である。年代と生物相はポルトガルのロウリンニャ累層とよく似ている。ミドル・ジュラシック・サマーヴィル、サンダンス累層、ベルランチ、およびスタンプ累層などの様々な地層はアメリカ西部全体を覆っている。
その頃、ローラシア大陸は北アメリカ大陸とユーラシア大陸に分断されようとしていたが、それらはまだ陸橋で繋がっていた。北アメリカは北へ移動し、亜熱帯域を通り過ぎた。
ニューメキシコ州からアルバータ州やサスカチュアン州の南部まで伸びるモリソン盆地は、ネヴァダ造山運動(ロッキー山脈を作り出した後の造山運動の前兆イベント)によって西に押し上げられ始めた。東向きの流域からの堆積物は、エルコ高地（現在のネバダ州とユタ州の国境沿い）からの河川によって運ばれ、沼沢に堆積した。低地、湖、河川、氾濫原がモリソン層を構成した。
北では、北極海の延長であるサンダンス海がカナダを通りアメリカまで伸びていた。 石炭がモンタナのモリソン層に存在するが、これは、海岸に沿った層の北部が、多くの植物の繁った沼地だったことを意味する。南西部には風で堆積した砂岩が見られる。これは、砂丘のある乾燥した砂漠を示している。

### 層序学
コロラド高原地域では、モリソン層はさらに4つの下位区分、または「部層」に分割される。最も古いものから最新のものまで、以下のとおりである。

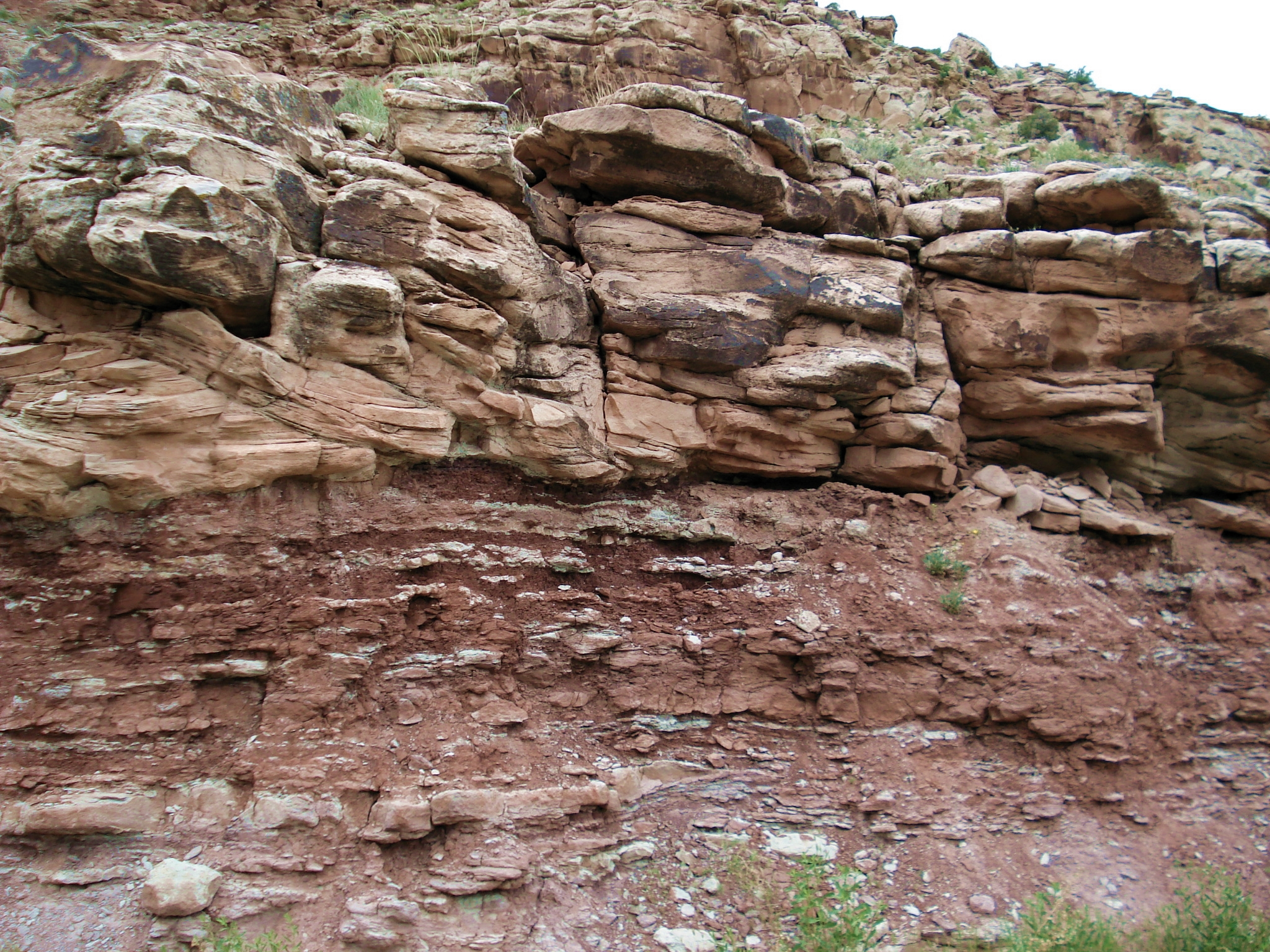
ユタ州シスコの南にあるソルトウォッシュ部層の白みがかった砂岩の下にあるティッドウェル部層の赤泥岩。

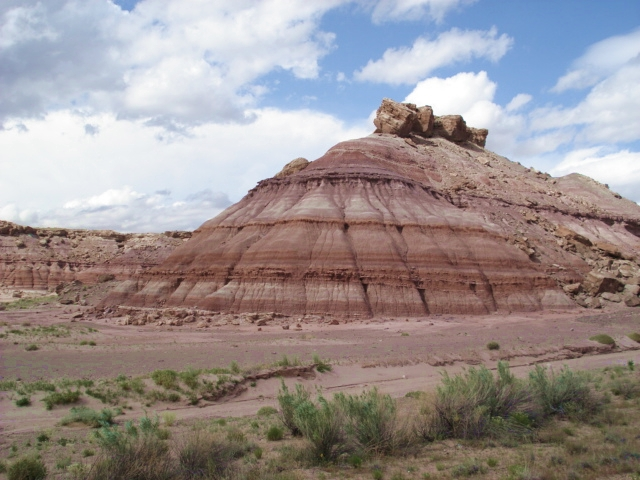
コロラド高原のブラッシーベイスン部層。

1. ウィンディヒル部層 :最古の部層。当時、モリソン盆地はサンダンス海の南岸に沿った浅い海と干潟の堆積によって特徴付けられていた。
2. ティッドウェル部層 :サンダンス海はこのメンバーの間にワイオミングに後退し、湖畔や泥沢に置き換えられた。
3. ソルトウォッシュ部層 :最初の純粋な陸成層。その盆地は、季節的な干潟のある半乾燥沖積平野だった。
4. ブラッシーベイスン部層 : ブラッシーベイスン部層は、ソルトウォッシュ部層よりもはるかにきめの細かい、火山灰が豊富な泥岩で占められている。川は西から流れて、トゥーディチ湖と呼ばれる巨大なアルカリ湖と、現代のアンコンパーグル・プラトーのすぐ西に位置する広大な湿地を含む盆地に流れた。

モリソン累層の堆積物は1億4700万年前に終わった。モリソン層から次の層までの3000万年間は地質記録のギャップがある。上にあるユニットは、下部白亜系のシーダーマウンテン累層、ブロキャニオン、ライトル、およびクローバリー累層である。

### 化石
モリソン累層の化石の多くは断片的であるが、それらは、キンメリッジ期のモリソン盆地の動植物の青写真を理解するのには十分である。全体的に気候はサバンナと同様に乾燥していたが、植物相はかなり異なっていた。当時の主要な植物である針葉樹が、イチョウ、ソテツ、木生シダ、トクサなどとともにいた。 化石化した植生の多くは川岸であり、植物は氾濫原沿いに生息していた。 昆虫は現代の種と非常によく似ており、シロアリは30mの巣を作っていた。川沿いには、魚、カエル、サンショウウオ、トカゲ、ワニ、カメ、翼竜、ザリガニ、二枚貝、および哺乳類が生息していた。
恐竜も同様に川岸に生息していた可能性が高い。 アロサウルス 、 カンプトサウルス 、オルニトレステス など、数百体の恐竜化石が発見された。剣竜類はステゴサウルス と少し古い ヘスペロサウルス など数種類。初期の曲竜類は少なくとも ミモオラペルタ およびガルゴイレオサウルスの2種類。最も顕著なのは多種多様な竜脚類である。これらの種の少なくとも一部はその地域に巣を作っていることが知られているため（カンプトサウルスの胚が発見された）、移住性の季節的な個体群だけでなく、恐竜にとって良好な環境であったという兆しがある。
発見された竜脚類には ディプロドクス、  カマラサウルス (最もよく見られる竜脚類）、ブラキオサウルス 、アパトサウルス 、ブロントサウルス 、バロサウルス、珍しいハプロカントサウルス、マラアプニサウルスおよびスーパーサウルスなどが含まれる。竜脚類の多様性は、それらがすべて共存できた方法についていくつかの疑問を提起した。体の形は非常に似ているが（長い首、長い尾、巨大なゾウのような体）、すべてが同じ時間と同様の環境に存在するために、彼らは非常に異なる摂食戦略を持っていると想定されている。
ただし恐竜たちは川辺で生活していたとはいえ、決して一日の殆どを水中で過ごしていたのではなかった。これは現生のゾウ・サイとカバ・ワニの分布と照らし合せると分かる。モリソン層の豊かな環境は多数の獣脚類を共存させており、彼らは多少なりとも餌を巡る生存競争が起きていた。

#### サイトとクオリー

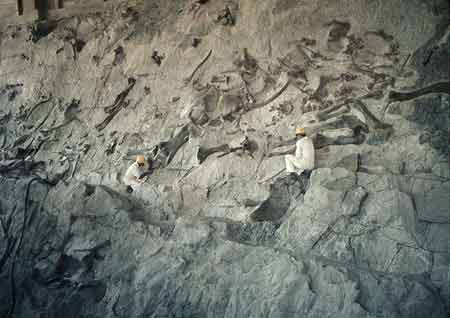
国立恐竜記念公園の恐竜採掘場ビルディング

モリソン累層の重要な化石の発見が行われた場所は次のとおりである。

##### コロラド

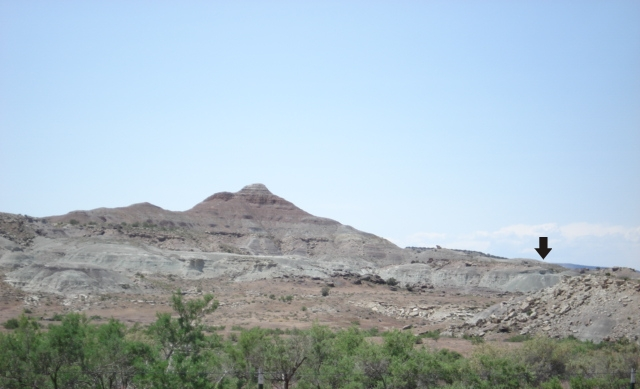
フルータ古生物資源エリア

- ガーデンパーク: 1877年の骨戦争中に古生物学者のオスニエル・マーシュとエドワード・コープによって発掘された3つの主要なサイトの1つだが、ほとんどの標本は不完全すぎて分類不能である。 1992年、アーマーがまだ残っているステゴサウルス・ステノプスの標本が発見され、その恐竜の背中に2列のプレートがあることが確認された。
- ドライ・メサ・クオリー : 多種多様な生物相、およびモリソン累層の採石場としては最も恐竜が多様である事で知られる。最初の発掘は1972年、ブリガムヤング大学の研究者によるものだった。ユニークな標本には、スーパーサウルス、ウルトラサウロス、トルヴォサウルスが含まれる。
- フルータ古生物資源地域：フルータの南にあるバッドランズサイトは、カリフォルニア州立大学のジョージ・カリソンとロサンゼルス郡立自然史博物館によって積極的に調査された。哺乳類、トカゲ、ワニの多数の標本が見つかった。近年、 フルイタフォッソルと新属の恐竜フルイタデンスがこの地域から報告された。

##### ユタ州
- クリーブランドロイド・ダイナソー・クオリー : 1920年代後半にユタ大学の地質学者によって最初に発掘された。 ウィリアム・ストークスは1939年にプリンストンから探検隊を率いた。ジュラ紀当時、クオリーは沼地であり、いくつかの巨大な竜脚類が立ち往生し、おびただしい数の肉食恐竜を誘い込んで陥れた。アロサウルスのほとんどはこのサイトのものであり、ユニークな ストケソサウルスとマルショサウルスも同様である。

- 国立恐竜記念公園: 1909年にカーネギー自然史博物館で働いていたアール・ダグラスが、モリソン累層から展示用の竜脚類を見つける目的で発掘した。記念公園には、シーダーマウンテン累層から産出した恐竜化石もある。

##### ワイオミング州
- ボーン・キャビン・クオリー
- コモ・ブラフ : 北米で最も有名な化石サイトの1つ。 特に1877年に最初にコープとマーシュによって開拓され、多くの異なる種類の竜脚類と非恐竜類の産地となっている。白亜紀のクローバリー累層および三畳系もこの場所で露出している。

- ワイオミング・ダイナソー・センター、サーモポリス
- テン・スティープ: 最低でも12種の竜脚類と獣脚類が発見されているダナ・クオリーを含む[8]。

#### サイト比較
モリソン累層は、タンザニアのテンダグル累層およびポルトガルのロウリンニャ累層に相当する。年代的にはドイツのゾルンホーフェン・ライムストーンとも同一である。